# Émile Bonnaud
Pour les articles homonymes, voir Bonnaud (homonymie).
Jean Charles Émile Bonnaud, né le 1er décembre 1831 à Clermont-Ferrand (Puy-de-Dôme) et mort le 8 janvier 1894 à Saint-Pourçain-sur-Sioule (Allier) est un homme politique français.

## Biographie
Il fut conseiller général du canton de Saint-Pourçain-sur-Sioule de 1871 à 1894, puis député de l'Allier d'octobre 1877 à octobre 1881, siégeant avec la gauche modérée, et maire de Saint-Pourçain-sur-Sioule où il est inhumé. 

## Sources
- « Émile Bonnaud », dans Adolphe Robert et Gaston Cougny, Dictionnaire des parlementaires français, Edgar Bourloton, 1889-1891 [détail de l’édition]